# Bordj Bou Arréridj
Bordj Bou Arréridj is een stad in Algerije en is de hoofdplaats van de provincie Bordj Bou Arréridj.
Bordj Bou Arréridj telt naar schatting 180.000 inwoners.